# Cyllognatha
Cyllognatha is een geslacht van spinnen uit de  familie van de Theridiidae (kogelspinnen).

## Soorten
- Cyllognatha affinis Berland, 1929
- Cyllognatha gracilis Marples, 1955
- Cyllognatha subtilis L. Koch, 1872
- Cyllognatha surajbe Patel & Patel, 1972